# Mîlovîdivka, Kremenciuk
Mîlovîdivka (în ucraineană Миловидівка) este un sat în comuna Horîslavți din raionul Kremenciuk, regiunea Poltava, Ucraina.

## Demografie
Componența lingvistică a localității Mîlovîdivka
     Ucraineană (91,21%)
     Rusă (8,79%)
Conform recensământului din 2001, majoritatea populației localității Mîlovîdivka era vorbitoare de ucraineană (91,21%), existând în minoritate și vorbitori de rusă (8,79%).